# Guillaume de Conflans
Guillaume de Conflans ou Conflens ou encore Duin-Conflens (Willelmus de Conflens), mort le 12 août 1294, est un prélat savoyard, évêque de Genève au XIIIe siècle.

## Biographie

### Origines
L'année de naissance de Guillaume est inconnue. Il est le fils du seigneur Raymond de Duin/Duyn et d'Anne famille de Conflans/Conflens,,, en aval de la vallée de la Tarentaise. Héritière de la branche aînée des seigneurs de Conflans, elle apporte en bien tous les biens à cette union, donnant naissance à une branche des Duin qui porte le patronyme de Conflans jusqu’au milieu du XIVe siècle.
L'appartenance du prélat à la famille de Duin/Duyn du Châtel-sur-Conflans a été questionnée par le généalogiste Amédée de Foras (1878), car il lui manquait de preuves, mais les historiens contemporains s'accordent sur ce fait, tant l'abbé Bernard (1967), qu'Uginet (1967), Boisset (1973), Binz (1985) ou encore la notice (2001) du Dictionnaire historique de la Suisse.

### Archidiacre d'Hereford
Les auteurs du Régeste genevois (1866) soulignent que « Les antécédents de ce prélat et les motifs de sa promotion à l'évêché de Genève ne sont pas mieux connus ». Reprenant Besson (1758), ils indiquent qu'il aurait pu être chanoine de Saint-Jean de Lyon. Adolphe Vachet (1897) le mentionne, dans sa liste des anciens chanoines, comme reçu en 1276. « grâce sans doute à ses relations avec le dominicain Pierre de Tarentaise (et de Briançon), futur archevêque de Lyon (en 1272), et pape en 1276 (pape sous le nom d’Innocent V) », précise l'abbé Bernard (1967).
On le retrouve parmi les Savoyards qui ont suivi le seigneur Pierre de Savoie (futur comte sous le nom de Pierre II) en Angleterre. Il est choisi pour devenir archidiacre, à partir de 1255, de l'évêque d'Hereford,,, Pierre d'Aigueblanche, lui aussi originaire de Tarentaise. Il résigne cette charge en 1287 lorsqu'il est désigné évêque,.

### Épiscopat
Un mois après la mort de l'évêque Robert, un document du 16 février 1287 indique qu'un nouvel évêque de Genève est élu,. Toutefois, jusqu'en novembre 1287 aucun acte ne nous est parvenu. Guillaume de Conflans n'est désigné comme tel que dans un document daté du 25 novembre 1287,. Il a été désigné, comme son prédécesseur, par le chapitre de Genève.
Durant son épiscopat, des tensions et conflits l'opposent au comte de Savoie, Amédée V, ainsi qu'aux habitants de la cité genevoise. L'évêque convoque, en 1289, un concile provincial à Vienne, capitale de l'archidiocèse, afin de faire des remontrances au comte de Savoie. En effet, depuis l'avènement de Pierre II de Savoie, les comtes de Savoie cherchent à prendre le contrôle de la ville de Genève. En 1285, le comte Amédée V a pris possession du château de l'Île et s'est attribué les droits sur le vidomnat de la ville l'année suivante,. Par ailleurs, le château comtal de Genève était déjà dans le giron savoyard depuis 1249-1250.
À l'issue de ce concile, où les empiètement comtaux sont constatés, l'évêque prononce l'interdit. Toutefois, face à l'influence du comte de Savoie, l'évêque se résigne et reconnait l'implantation savoyarde en 1290,.
En 1294, après plusieurs accords, il obtient de Béatrice de Faucigny la « suzeraineté définitive » sur l'ensemble du Pays de Gex.

### Mort et succession
Guillaume de Conflans meurt le 12 août 1294.
Son successeur, Martin de Saint-Germain, semble avoir été porté sur le siège sous l'influence du pape.

### Régeste genevois(1866)
1. 1 2 3 4 5 6  Régeste genevois, 1866, p. pp. 306-308, notice introductive (lire en ligne sur Gallica.
2. 1 2  Régeste genevois, 1866, p. pp. 302-306, notice introductive (lire en ligne sur Gallica).

### Autres références
1. 1 2 3 4 5 6  Boisset, 1973, p. 122 (lire en ligne).
2. 1 2 3 4 5 6 7 8  Claire Martinet, « Guillaume de Conflans » dans le Dictionnaire historique de la Suisse en ligne, version du 16 février 2001.
3. 1 2 3  François Charles Uginet, Conflans en Savoie et son mandement du XIIe au XVe siècle, 1967, 379 p.. « Conflans en Savoie et son mandement du XIIe au XVe siècle. Position de thèses », sur theses.chartes.psl.eu (consulté le 4 mai 2025).
4. ↑  Amédée de Foras, Armorial et nobiliaire de l'ancien duché de Savoie, vol. 2, Grenoble, Allier Frères, 1878 (lire en ligne), p. 285-293.
5. 1 2 3  Félix Bernard, L'Abbaye de Tamié, ses granges (1132-1793), Imprimerie Allier, 1967, « La guerre des deux Bourgogne et l’intervention de Saint Bernard provoquent la fondation de Tamié et la naissance de la ville d’Annecy-le-Neuf », p. 212.
6. ↑  Adolphe Vachet, Pierre Hector Coullié, Les anciens chanoines-comtes de Lyon, Lyon, impr. de E. Vitte, 1897, 388 p. (lire en ligne), p. 101.
7. ↑  Félix Bernard, Les Origines féodales en Savoie-Dauphiné : la vie et les rapports sociaux d'alors, Imprimerie Guirimand, 1969, 596 p., p. 279. Felix Bernard donne cependant une date erronée 1289 et non 1287.
8. 1 2  Diocèse, 1985, p. 53 (lire en ligne).
9. 1 2 3  Diocèse, 1985, p. 50 (lire en ligne).